# Peter Chalmers Mitchell
Pour les articles homonymes, voir Peter Mitchell (homonymie) et Mitchell.
Peter Chalmers Mitchell, né le 23 novembre 1864 à Dunfermline (en Écosse) et mort le 2 juillet 1945 à Londres, est un zoologiste britannique.

## Société zoologique de Londres
Peter Chalmers Mitchell fut secrétaire de la Société zoologique de Londres de 1903 à 1935. Durant cette période, sa fonction le conduit à diriger le Zoo de Londres.
Pour fêter son centenaire, la Société zoologique (fondée en avril 1826) décida de créer un second parc zoologique. Après qu'une visite au Zoo du Bronx à New York lui en ait donné l’idée, Mitchell trouva un site dans le Bedfordshire qui convenait pour l'aménager en tant que centre de conservation à proximité de Londres,.
Le Whipsnade Wild Animal Park fut ouvert au public le 23 mai 1931 sur une étendue de 240 hectares.

## Systématique phylogénétique
Peter Chalmers Mitchell est considéré comme un précurseur dans l'invention des concepts de la méthode cladistique du fait qu'il élabora, en 1901, une phylogénie des Oiseaux à partir des caractéristiques de leur tractus intestinal.
Un demi-siècle avant que Willi Hennig ne publia sa Theorie der phylogenischen Systematik (1950), Mitchell faisait clairement la distinction entre caractères primitifs et dérivés qu'il appelait « archecentric » et « apocentric » (correspondant à plésiomorphe et apomorphe dans la terminologie hennigienne).
Il distinguait également les caractères dérivés et les caractères convergents, en reconnaissant que les caractères primitifs partagés ne pouvaient pas à l'évidence être utilisés pour établir des relations évolutives.

## Publications scientifiques
- (en) Peter Chalmers Mitchell, « VII. On the intestinal tract of birds : With remarks on the valuation and nomenclature of zoological characters », Transactions of the Linnean Society of London - Zoology, 2e série, vol. 8, no 7,‎ 1er octobre 1901, p. 173-275 (ISSN 1945-9343, DOI 10.1111/j.1096-3642.1901.tb00477.x, lire en ligne).